# Mahmadali Sodikov
Mahmadali Sodikov (sinh ngày 20 tháng 3 năm 1984) là một cầu thủ bóng đá Tajikistan thi đấu ở vị trí tiền đạo cho CSKA Pamir Dushanbe và Đội tuyển bóng đá quốc gia Tajikistan.

## Thống kê sự nghiệp

### Câu lạc bộ
| Câu lạc bộ          | Mùa giải            | Giải vô địch                             | Giải vô địch | Giải vô địch | Cúp Quốc gia | Cúp Quốc gia | Châu lục | Châu lục  | Khác    | Khác      | Tổng    | Tổng      |
| Câu lạc bộ          | Mùa giải            | Hạng đấu                                 | Số trận      | Bàn thắng    | Số trận      | Bàn thắng    | Số trận  | Bàn thắng | Số trận | Bàn thắng | Số trận | Bàn thắng |
| ------------------- | ------------------- | ---------------------------------------- | ------------ | ------------ | ------------ | ------------ | -------- | --------- | ------- | --------- | ------- | --------- |
| Khayr Vahdat        | 2014                | Giải bóng đá vô địch quốc gia Tajikistan | 15           | 0            |              |              | –        | –         | –       | –         | 15      | 0         |
| Khayr Vahdat        | Tổng                | Tổng                                     | 15           | 0            | 0            | 0            | 0        | 0         | 0       | 0         | 15      | 0         |
| Tổng cộng sự nghiệp | Tổng cộng sự nghiệp | Tổng cộng sự nghiệp                      | 15           | 0            | 0            | 0            | 0        | 0         | 0       | 0         | 15      | 0         |

### Quốc tế
| Đội tuyển quốc gia Tajikistan | Đội tuyển quốc gia Tajikistan | Đội tuyển quốc gia Tajikistan |
| Năm                           | Số trận                       | Bàn thắng                     |
| ----------------------------- | ----------------------------- | ----------------------------- |
| 2006                          | 2                             | 0                             |
| 2007                          | 0                             | 0                             |
| 2008                          | 0                             | 0                             |
| 2009                          | 0                             | 0                             |
| 2010                          | 1                             | 0                             |
| 2011                          | 10                            | 0                             |
| 2012                          | 6                             | 0                             |
| 2013                          | 2                             | 0                             |
| Tổng                          | 21                            | 0                             |

Thống kê chính xác đến trận đấu diễn ra ngày 21 tháng 3 năm 2013

## Danh hiệu
Khujand
- Cúp bóng đá Tajikistan (1): 2008

Istiklol
- Giải bóng đá vô địch quốc gia Tajikistan (1): 2011
- Cúp Chủ tịch AFC (1): 2012